# یوشانیچکا پرنیاوور
یوشانیچکا پرنیاوور (به صربی: Jošanički Prnjavor) یک منطقهٔ مسکونی در صربستان است که در ناحیه پوموراولیه واقع شده‌است.
 یوشانیچکا پرنیاوور  ۱۵ نفر جمعیت دارد.